# Eburodacrys perspicillaris
Eburodacrys perspicillaris är en skalbaggsart som först beskrevs av Wilhelm Ferdinand Erichson 1848.  Eburodacrys perspicillaris ingår i släktet Eburodacrys och familjen långhorningar.
Artens utbredningsområde är:
- Guyana.
- Surinam.

Inga underarter finns listade i Catalogue of Life.